# ジェリー・ゴールドスミス
ジェリー・ゴールドスミス（英: Jerry Goldsmith、1929年2月10日 - 2004年7月21日）は、アメリカ合衆国の作曲家。ジェリーは愛称を筆名としたもので、本名はジェラルド（Jerrald）である。
『2つの頭脳を持つ男』『MOON44』などの映画音楽で知られる作曲家のジョエル・ゴールドスミスは息子。

## 来歴
アメリカ合衆国カリフォルニア州出身。父は建築家、母は教師。幼少の頃、母親がピアノを習わせたところ非凡な才能があると言われたため、ジェイコブ・ギンペルについてピアノを習い、さらにマリオ・カステルヌオーヴォ＝テデスコに理論を学ぶ。
最初はピアニストを志したが、後に作曲へと関心が向かい、ロサンゼルス・シティー・カレッジに進学したのち『白い恐怖』を観て映画音楽に興味を持ち、同映画の音楽担当ミクロス・ローザが南カリフォルニア大学にて講義を受け持っているのを知ると、1年間聴講し指導を受ける。
事務員としてCBSに入社し、当初タイピストをしていたが、すぐに音楽部門へ転属。ラジオドラマから料理番組まで放送用音楽を作り、アルフレッド・ニューマンの推薦などで、50年代半ばからTVや映画の音楽を書き始める。生涯において170作品を超える映画を手がけ、アカデミー賞に18回ノミネートされ、うち『オーメン』で受賞。またエミー賞を5回受賞しているほか、ゴールデングローブ賞と英国アカデミー賞にそれぞれ4回ずつノミネートされた。
彼は映画音楽の作曲家としてとても有名だが、「管弦楽のための音楽」といった、現代音楽あるいはオラトリオやバレエの音楽も作っている。他にカリフォルニア・ディズニーランドのアトラクション「SOARIN' OVER CALIFORNIA」の音楽や、カリフォルニア州からの依頼で管弦楽曲「FIREWORKS」も手がけている。
2004年7月21日早朝（現地時間）にロサンゼルスの自宅にて肝臓癌のため75歳で死去した。

### 日本でのコンサート実績
指揮は本人、演奏は全て神奈川フィルハーモニー管弦楽団による。演奏曲目は自作がメイン。
日本の映画情報番組に出演していた本人が「日本でもコンサートを開きたい」と発言した事がきっかけとなり実現した。過去にも企画されたことはあったが、一般的な知名度の無さ、スポンサーが付かないという状況で不発となっていた。
初回は1998年8月の予定だったが、「スタートレック 叛乱」の録音と重なり開催が危ぶまれたものの、関係者の調整により12月に開催された。
- 1998年12月11日：横浜みなとみらいホール[2]
- 1998年12月16日：五反田ゆうぽうと簡易保険ホール[2]
- 2000年10月27日：すみだトリフォニーホール[3]
- 2000年10月28日：よこすか芸術劇場[3]
- 2000年11月01日：横浜みなとみらいホール[3]

2003年に予定されていた3度目の訪日は医師に止められて中止し、代わりの指揮者としてチャールズ・フォックスが日本を訪れた。

## 作風
アクションやサスペンスの緊迫感ある場面に効果的な音楽をつけることにかけては、他の追従を許さない抜群の手腕をもつが、同時にメロディーメーカーでもあったことが巨匠たる所以である。『パピヨン』はその好例。
また、場面における音楽の要不要を最も的確に判断できる作曲家とも評され、凡百の映画音楽がドラマとは無関係に主題歌やテーマ曲を押しつけている風潮に対して敢然と立ち向かい、劇伴音楽に徹し続けて地味な作風となりながらも、確固たる個性を音楽に反映させてきた。技法の上では『猿の惑星』のステンレスの料理用ボウル、『スタートレック』のブラスタービーム（金属パイプで金属の弦を叩いたりこすったりするクレイグ・ハクスリー考案の楽器）、早い時期からのシンセサイザー利用など、ユニークな音を曲に採り入れる試みもある。
そうした前衛的な指向がある一方、「古典的スタイルに逆戻り」と念を押しながらも、同業で同じくテデスコに師事したジョン・ウィリアムズの手腕を評価し、『スーパーガール』や『ロマンシング・アドベンチャー/キング・ソロモンの秘宝』では、ウィリアムズのスタイルを意識した曲作りも出来ることを示した。
フランクリン・J・シャフナー、ジョー・ダンテ作品の多くに曲を提供し、ポール・ヴァーホーヴェンやピーター・ハイアムズ、J・リー・トンプソン、ロバート・ワイズ、フレッド・スケピシらの作品も複数手がけているが、特にシャフナーとマイケル・クライトンの作品なら無条件で引き受けると談話している。『エイリアン』ではリドリー・スコット監督と組んだ際に遺恨が残った。監督との意思疎通がうまくいかず、作曲されたものの未使用となったり意図と異なる使い方や差し替えが何箇所もあり、ラストシーンでは結末の変更に伴いハワード・ハンソンの交響曲第2番に差し替えられた。メイキングでは、その上でも有名になったのはエイリアンだと語っている。同監督の『レジェンド / 光と闇の伝説』ではユニバーサルピクチャーズ側の要求により、タンジェリン・ドリームの音楽に差し替えられた。なお、これはアメリカ国内公開版だけであり、国外への配給は20世紀フォックス社が行い、音楽はゴールドスミスのものをそのまま使用している（配給会社の音楽に対するスタンスの違いが現れている）。二人はこれで決裂したが、スコットはゴールドスミスの死後翌年公開の『キングダム・オブ・ヘブン』では、彼が他の監督の作品『13ウォーリアーズ』のために書いた音楽を許諾を得て一部使用（全体の音楽監督は ハリー・グレッグソン・ウィリアムス）している。
そのため自作をコンサートで演奏する際に、映画本編で使われなかった楽曲をプログラムに入れることが多く、同じく苦労して書いた曲が使用されなかった、アレックス・ノースの『2001年宇宙の旅』のための音楽が、CD録音される際にも指揮を受け持つなど、未使用曲へのこだわりも見せた。
晩年に手がけた映画に『タイムライン』があるが、スコア録音後にも映画の再編集が繰り返され、監督リチャード・ドナーとの意見の相違から降板、最終的に若手のブライアン・タイラーに交替となった。『ルーニー・テューンズ:バック・イン・アクション』が遺作となったが、体力と時間的な制約で最後まで作曲できず、ジョン・デブニーがクライマックスを担当した。

## 主な作品
| 日本での題名                                                | 原題                            | 西暦年 |
| ----------------------------------------------------------- | ------------------------------- | ------ |
| 野のユリ                                                    | Lilies of the Field             | 1963年 |
| いつか見た青い空                                            | A Patch of Blue                 | 1965年 |
| 危険な道                                                    | In Harm's Way                   | 1965年 |
| ブルー・マックス                                            | The Blue Max                    | 1966年 |
| セコンド/アーサー・ハミルトンからトニー・ウィルソンへの転身 | Seconds                         | 1966年 |
| 砲艦サンパブロ                                              | The Sand Pebbles                | 1966年 |
| 電撃フリントGO!GO作戦                                       | Our Man Flint                   | 1966年 |
| 電撃フリント・アタック作戦                                  | In Like Flint                   | 1967年 |
| 墓石と決闘                                                  | Hour of the Guns                | 1967年 |
| 猿の惑星                                                    | Planet of the Apes              | 1968年 |
| 刑事                                                        | The Detective                   | 1968年 |
| バンドレロ                                                  | Bandolero!                      | 1968年 |
| パットン大戦車軍団                                          | Patton                          | 1970年 |
| トラ・トラ・トラ!                                           | TORA!TORA!TORA!                 | 1970年 |
| 砂漠の流れ者/ケーブル・ホーグのバラード                     | The Ballad of Cable Hogue       | 1970年 |
| 夕陽の挽歌                                                  | Wild Rovers                     | 1971年 |
| ラスト・ラン/殺しの一匹狼                                   | The Last Run                    | 1971年 |
| パピヨン                                                    | Papillon                        | 1973年 |
| チャイナタウン                                              | Chinatown                       | 1974年 |
| 風とライオン                                                | The Wind and the Lion           | 1975年 |
| 軍用列車                                                    | Breakheart Pass                 | 1975年 |
| 2300年未来への旅                                            | Logan's Run                     | 1976年 |
| カサンドラ・クロス                                          | The Cassandra Crossing          | 1976年 |
| オーメン                                                    | The Omen                        | 1976年 |
| 世界が燃えつきる日                                          | Damnation Alley                 | 1977年 |
| ブラジルから来た少年                                        | The Boys from Brazil            | 1978年 |
| カプリコン・1                                               | Capricorn One                   | 1978年 |
| エイリアン                                                  | Alien                           | 1979年 |
| 大列車強盗                                                  | The First Great Train Robbery   | 1979年 |
| スター・トレック                                            | Star Trek: The Motion Picture   | 1979年 |
| アウトランド                                                | Outland                         | 1981年 |
| ランボー                                                    | First Blood                     | 1982年 |
| ポルターガイスト                                            | Poltergeist                     | 1982年 |
| トワイライトゾーン/超次元の体験                             | Twilight Zone The Movie         | 1983年 |
| サイコ2                                                     | Psycho II                       | 1983年 |
| アンダー・ファイア                                          | Under Fire                      | 1983年 |
| グレムリン                                                  | Gremlins                        | 1984年 |
| スーパーガール                                              | Supergirl                       | 1984年 |
| 未来警察                                                    | Runaway                         | 1984年 |
| スティーブ・マーティンのロンリー・ガイ                      | The Lonely Guy                  | 1984年 |
| 恐竜伝説ベイビー                                            | Baby: Secret of the Lost Legend | 1985年 |
| レジェンド / 光と闇の伝説                                   | Legend                          | 1985年 |
| ロマンシング・アドベンチャー/キング・ソロモンの秘宝         | King Solomon's Mines            | 1985年 |
| ランボー/怒りの脱出                                         | Rambo: First Blood Part II      | 1985年 |
| ポルターガイスト2                                           | Poltergeist2 : The Other Side   | 1986年 |
| 勝利への旅立ち                                              | Hoosiers                        | 1986年 |
| ライオンハート                                              | Lionheart                       | 1987年 |
| ダブルボーダー                                              | Extreme Prejudice               | 1987年 |
| レンタ・コップ                                              | Rent-a-cop                      | 1987年 |
| インナースペース                                            | Innerspace                      | 1987年 |
| ランボー3/怒りのアフガン                                    | Rambo III                       | 1988年 |
| リバイアサン                                                | Leviathan                       | 1989年 |
| スタートレックV 新たなる未知へ                              | Star Trek V: The Final Frontier | 1989年 |
| トータル・リコール                                          | Total Recall                    | 1990年 |
| グレムリン2 新・種・誕・生                                  | Gremlins 2: The New Batch       | 1990年 |
| ロシア・ハウス                                              | The Russia House                | 1990年 |
| 星の流れる果て                                              | Not Without My Daughter         | 1991年 |
| 愛がこわれるとき                                            | Sleeping with the Enemy         | 1991年 |
| ザ・スタンド                                                | Medicine Man                    | 1992年 |
| フォーエヴァー・ヤング 時を超えた告白                       | Forever Young                   | 1992年 |
| 氷の微笑                                                    | Basic Instinct                  | 1992年 |
| ミスター・ベースボール                                      | Mr. Baseball                    | 1992年 |
| 冷たい月を抱く女                                            | Malice                          | 1993年 |
| 私に近い6人の他人                                           | Six Degrees of Separation       | 1993年 |
| ルディ/涙のウイニング・ラン                                 | Rudy                            | 1993年 |
| 激流                                                        | The River Wild                  | 1994年 |
| トゥルーナイト                                              | First Knight                    | 1995年 |
| パウダー                                                    | Powder                          | 1995年 |
| コンゴ                                                      | Congo                           | 1995年 |
| ゴースト&ダークネス                                         | The Ghost and the Darkness      | 1996年 |
| 訣別の街                                                    | CITY HALL                       | 1996年 |
| スタートレック ファーストコンタクト                         | Star Trek: First Contact        | 1996年 |
| チェーン・リアクション                                      | Chain Reaction                  | 1996年 |
| エグゼクティブ・デシジョン                                  | Executive Decision              | 1996年 |
| L.A.コンフィデンシャル                                      | L.A. Confidential               | 1997年 |
| ザ・ワイルド                                                | The Edge                        | 1997年 |
| エアフォース・ワン                                          | Air Force One                   | 1997年 |
| ムーラン                                                    | Mulan                           | 1998年 |
| スタートレック 叛乱                                         | Star Trek: Insurrection         | 1998年 |
| スモール・ソルジャーズ                                      | Small Soldiers                  | 1998年 |
| ザ・グリード                                                | Deep Rising                     | 1998年 |
| 追跡者                                                      | U.S. Marshals                   | 1998年 |
| ハムナプトラ/失われた砂漠の都                               | The Mummy                       | 1999年 |
| 13ウォーリアーズ                                            | The 13th Warrior                | 1999年 |
| インビジブル                                                | Hollow Man                      | 2000年 |
| ネメシス/S.T.X                                              | Star Trek: Nemesis              | 2002年 |
| トータル・フィアーズ                                        | The Sum of All Fears            | 2002年 |
| ルーニー・テューンズ:バック・イン・アクション               | Looney Tunes: Back in Action    | 2003年 |